# Saison 2017-2018 de l'US Quevilly-Rouen Métropole
Chronologie
Saison suivante
La saison 2017-2018 de l'Union sportive Quevilly-Rouen Métropole club de football professionnel français est la 3e saison du club au sein de la Ligue 2 après 1970-1972. Lors de la saison 2016-2017 du championnat de France de football National le club a terminé vice-champion et donc il est promu en Ligue 2.
Présidé par Michel Mallet et entraîné par Emmanuel Da Costa.

## L'avant saison
Le 22 juin 2017 l'équipe professionnelle a repris l'entraînement.
Le premier match amical aura lieu samedi 1er juillet face au Racing Club de Lens à Deauville.
Le président Michel Mallet a annoncé que le club jouera les cinq premières journées de Ligue 2 à domicile au MMArena situé au Mans.

## Effectif professionnel

### Tableau des transferts
| Nom                       | Nationalité | Poste             | Provenance/Destination | Division        |
| ------------------------- | ----------- | ----------------- | ---------------------- | --------------- |
| Arrivées                  |             |                   |                        |                 |
| Joan Hartock              | France      | Gardien de but    | Stade brestois 29      | Ligue 2         |
| Jordan Lefort             | France      | Défenseur         | Amiens SC              | Ligue 2         |
| Jacques Salze             | France      | Défenseur         | Clermont Foot 63       | Ligue 2         |
| Jonathan Clauss           | France      | Défenseur         | US Avranches           | National        |
| Michel Ramon              | France      | Milieu de terrain | AS Béziers             | National        |
| Rafik Boujedra            | France      | Milieu de terrain | Gazélec Ajaccio        | Ligue 2         |
| Marvin Gakpa              | France      | Attaquant         | FC Lorient             | Ligue 2         |
| Ange-Freddy Plumain       | France      | Attaquant         | CS Sedan               | National        |
| Mathieu Duhamel           | France      | Attaquant         | Le Havre               | Ligue 2         |
| Dorian Caddy              | France      | Attaquant         | OGC Nice               | Ligue 1         |
| Yannick Mamilonne         | France      | Attaquant         | Amiens SC              | Ligue 2         |
| Mohamed Ali Yacoubi (H)   | Tunisie     | Défenseur         | Arabie-Saoudie         | Arabie-Saoudite |
| Lamine NDAO (H)           | Côte-Ivoire | Attaquant         | Valenciennes FC        | Ligue 2         |
| Jeff Louis (H)            | Haiti       | Milieu Offensif   | SM Caen                | Ligue 1         |
| Pierre-Daniel Nguinda (H) | France      | Défenseur         | AS Monaco              | Ligue 1         |
| Départs                   |             |                   |                        |                 |
| Erwan Maury               | France      | Milieu de terrain | Dijon FCO              | Ligue 1         |
| Medhy Guezoui             | France      | Attaquant         | Valenciennes FC        | Ligue 2         |
| Jeremy Bekhechi           | France      | Attaquant         | AS Lyon-Duchère        | National 1      |
| Karim Achahbar            | France      | Attaquant         | EA Guingamp            | Ligue 1         |
| Michel Ramon (H)          | France      | Milieu de terrain | Rodez                  | National 1      |
| Brice Irie-Bi (H)         | France      | Milieu de terrain | Etente SSG             | National 1      |

## Matchs amicaux
| Date             | Horaire | TV | Adversaire                    | Lieu                   | Score | Buteur(s) du QRM       | Buteur(s) adverse                 | Affluence       |
| 1er juillet 2017 | 18h00   |    | RC Lens                       | Deauville              | D 0-1 | -                      | Lukman Haruna                     | Inconnu         |
| 8 juillet 2017   | 18h00   |    | Stade lavallois MFC           | Gorron                 | N 1-1 | Barthelemy             | Mayela                            | Inconnu         |
| 12 juillet 2017  | 18h00   |    | USL Dunkerque                 | Saint-Aubin-les-Elbeuf | D 3-4 | Ramon , Gakpa, Duhamel | Grich, Boudiba, Chahiri, Kandouss | 500 spectateurs |
| 15 juillet 2017  | 18h00   |    | Entente Sannois Saint-Gratien | Sannois                | N 1-1 | Duhamel                | Sylva                             |                 |
| 19 juillet 2017  | 18h30   |    | Standard de Liège             | Le Touquet             | D 0-2 | -                      | Sa x2                             |                 |
| 22 juillet 2017  | 19h00   |    | Le Mans FC                    | Le Mans                | V 2-1 | Duhamel, Basque        | Tangatchy                         |                 |

## Championnat de Ligue 2
| Journée | Horaire | TV              | Adversaire             | Lieu                  | Score | Buteur(s) du QRM                      | Buteur(s) adverse                         | Affluence |
| ------- | ------- | --------------- | ---------------------- | --------------------- | ----- | ------------------------------------- | ----------------------------------------- | --------- |
| J01     | 15h00   | beIN SPORTS 1   | FC Lorient             | Ext.                  | N 1-1 | Gakpa                                 | Marveaux (sp.)                            | 9 011     |
| J02     | 20h00   | beIN SPORTS MAX | FC Sochaux-Montbéliard | Dom.                  | N 1-1 | Duhamel (sp)                          | Martin                                    | 1 167     |
| J03     | 20h00   | beIN SPORTS MAX | F Bourg-Péronnas 01    | Dom.                  | D 1-4 | Lefort                                | Merdji x2, Perradin, Sarr                 | 989       |
| J04     | 20h00   | BeIn SPORTS MAX | GFC Ajaccio            | Ext.                  | D 1-0 | -                                     | Basque (csc)                              | 3 200     |
| J05     | 20h00   | beIN SPORTS 2   | Clermont Foot 63       | Dom.                  | D 0-2 | -                                     | Ajorque, Pereira Lage                     | 621       |
| J06     | 20h00   | BeIn SPORTS MAX | LB Châteauroux         | Ext.                  | D 3-2 | Duhamel, Mamilonne                    | Benrahma, Tounkara, Barthelme (sp)        | 3 014     |
| J07     | 20h00   | BeIn SPORTS MAX | AS Nancy-Lorraine      | Dom.                  | V 2-0 | Gakpa, Duhamel                        | -                                         | 633       |
| J08     | 20h45   | Canal+ Sport    | RC Lens                | Ext.                  | D 2-0 | -                                     | Bellegarde, Maazou                        | 20 891    |
| J09     | 20h00   | BeIn SPORTS MAX | Stade de Reims         | Dom.                  | D 1-2 | Duhamel                               | Koné, Siebatcheu                          | 718       |
| J10     | 20h00   | BeIn SPORTS 1   | Chamois niortais FC    | Ext.                  | D 2-1 | Duhamel                               | Agouazi, Dona Ndoh                        | 3 136     |
| J11     | 20h00   | BeIn SPORTS MAX | AC Ajaccio             | Dom. Retour à Diochon | D 0-1 |                                       | Gimbert                                   | 4 876     |
| J12     | 20h00   | BeIn SPORTS MAX | AJ Auxerre             | Ext.                  | D 2-1 | Duhamel                               | Yattara, Sané                             | 5 630     |
| J13     | 20h00   | BeIn SPORTS 2   | Le Havre AC            | Dom.                  | D 0-2 |                                       | Ferhat, Clauss (CSC)                      | 7 262     |
| J14     | 20h00   | BeIn SPORTS MAX | Nîmes Olympique        | Ext.                  | D 4-1 | Caddy                                 | Bozok x3, Ripart                          | 8 883     |
| J15     | 20h00   | BeIn SPORTS 2   | US Orléans LF          | Dom.                  | V 1-0 | Gakpa                                 |                                           | 2 313     |
| J16     | 20h00   | BeIn SPORTS MAX | Paris FC               | Ext.                  | D 2-0 |                                       | Thokouté, Lybohy                          | 2 489     |
| J17     | 20h00   | BeIn SPORTS MAX | Tours FC               | Dom.                  | V 4-0 | Rogie, Duhamel x2, Gakpa              |                                           | 2 453     |
| J18     | 20h00   | BeIn SPORTS MAX | Valenciennes FC        | Ext.                  | N 1-1 | Teuflieb                              | Roudet                                    | 9 255     |
| J19     | 20h00   | BeIn SPORTS MAX | Stade brestois 29      | Dom.                  | D 4-1 | Gakpa                                 | Bernard, Diallo, Butin, Faussurier        | 2 435     |
| J20     | 20h00   | BeIn SPORTS 2   | FC Sochaux-Montbéliard | Ext.                  | V 1-0 | Gakpa                                 |                                           | 6 374     |
| J21     | 20h00   | BeIn SPORTS 2   | F Bourg-Péronnas 01    | Ext.                  | V 5-3 | Basque (x2), Mamilonne (x2), Teuflieb | Bègue, Court, Piere-Charles               | 3 282     |
| J22     | 20h00   | BeIn SPORTS MAX | GFC Ajaccio            | Dom                   | D 2-0 |                                       | Bahamboula, M'Changama                    | 2 361     |
| J23     | 20h00   | BeIn SPORTS MAX | Clermont Foot 63       | Ext.                  | N 1-1 | Serry                                 | Dugimont                                  | 2 173     |
| J24     | 20h00   | BeIn SPORTS MAX | LB Châteauroux         | Dom.                  | D 1-0 |                                       | Benrhama                                  | 2 325     |
| J25     | 20h00   | BeIn SPORTS MAX | AS Nancy-Lorraine      | Ext.                  | V 1-2 | N'Dao, Louis                          | Bassi                                     | 7 401     |
| J26     | 20h45   | Canal + Sport   | RC Lens                | Dom                   | D 1-2 | Lefort                                | Lendrić, Chantôme                         | 5 521     |
| J27     | 20h00   | BeIn SPORTS 2   | Stade de Reims         | Ext.                  | D 2-1 | Ndao                                  | Budin, Chevarria                          | 7 473     |
| J28     | 20h00   | BeIn SPORTS MAX | Chamois Niortais FC    | Dom                   | D 1-2 | Ndao                                  | Dona Ndoh x2                              | 2 171     |
| J29     | 20h00   | BeIn SPORTS MAX | AC Ajaccio             | EXt                   | D 2-0 |                                       | Gimbert, Maazou                           | 3 012     |
| J30     | 20h00   | BeIn SPORTS MAX | AJ Auxerre             | Dom                   | V 4-1 | Ndao x2, Basque, Oliveira             | Yattara                                   | 2 314     |
| J31     | 20h00   | BeIn SPORTS MAX | Le Havre AC            | Ext                   | V 2-0 | Gakpa, Mamilonne                      |                                           | 9 326     |
| J32     | 20h00   | BeIn SPORTS MAX | Nimes Olympique        | Dom                   | D 1-3 | Louis                                 | Bozok x2, Alioui                          | 3 089     |
| J33     | 20h00   | BeIn SPORTS MAX | US Orléans LF          | Ext                   | D 2-1 | Mamilonne                             | Cissokho, Benkaid                         | 4 355     |
| J34     | 20h00   | BeIn SPORTS MAX | Paris FC               | Dom                   | D 0-4 |                                       | Karamoko, Lopez, Alami Bazza, Saint-Louis | 3 014     |
| J35     | 20h00   | BeIn SPORTS MAX | Tours FC               | Ext                   | N 2-2 | Oliveira, Gakpa                       | Raveloson, Mbingui                        | 3 225     |
| J36     | 20h00   | BeIn SPORTS MAX | Valenciennes FC        | Dom                   | N 2-2 | Ndao, Gakpa                           | Robail, Karaboué                          | 2 842     |
| J37     | 20h45   | Canal+ Décalé   | Stade Brestois 29      | Ext                   | D 2-0 |                                       | Charbonnier x2                            | 10 059    |
| J38     | 20h45   | BeIn SPORTS MAX | FC Lorient             | Dom                   | V 3-0 | Ndao, Barthélémy, Clauss              |                                           | 3 943     |

## L'après-saison
À la suite de la dernière journée du championnat de France Ligue 2, si US Quevilly-Rouen Métropole se trouve 18e, il disputera un match de barrage aller-retour contre le 3e de National 1 pour déterminer l'équipe qui rejoindra la Ligue 2 pour la saison 2018/19.
Si l'équipe se retrouve classée 19e ou 20e, elle descend directement en National 1; 1re ou 2e, elle monte directement en Ligue 1. Entre la 3e et la 5e place, elle disputera des matchs de Play-Off où le vainqueur disputera un match de barrage aller-retour contre le 18e de Ligue 1 afin de déterminer l'équipe qui reste en Ligue 1 ou Ligue 2.

## Coupe de France
| Date             | Horaire | Tour    | TV            | Adversaire    | Lieu      | Score | Buteur(s) du QRM | Buteur(s) adverse | Affluence |
| ---------------- | ------- | ------- | ------------- | ------------- | --------- | ----- | ---------------- | ----------------- | --------- |
| 11 novembre 2017 | 17h00   | 7e tour | non retransmi | SC Hazebrouck | Hazebrouk | D 2-1 | Gakpa            | Camara Proix      | NC        |

## Coupe de la Ligue
| Date        | Horaire | Tour     | TV | Adversaire    | Lieu | Score | Buteur(s) du QRM | Buteur(s) adverse | Affluence |
| ----------- | ------- | -------- | -- | ------------- | ---- | ----- | ---------------- | ----------------- | --------- |
| 8 août 2017 | 20h00   | 1er tour | -  | US Orléans LF | Dom. | D 0-1 | -                | Perrin            | 825       |

## Partenaires et sponsors
Matmut  (maillot domicile et extérieur) 
Métropole Rouen Normandie